# Châu Tuyết Vân
Châu Tuyết Vân (sinh ngày 11 tháng 10 năm 1990) là một nữ vận động viên kiêm võ sĩ Taekwondo chuyên nghiệp người Việt Nam. Cô là thành viên đội tuyển Taekwondo Việt Nam, với thành tích 6 huy chương vàng ở SEA Games, 10 huy chương vàng ở giải vô địch thế giới, 2 huy chương vàng ở giải châu Á và 1 huy chương vàng giải Đông Nam Á ở nội dung quyền thuật đồng diễn. Cô đạt chứng nhận huyền đai lục đẳng vào năm 2018 và đạt chứng nhận thất đẳng huyền đai vào năm 2024.

## Tiểu sử
Châu Tuyết Vân sinh ngày 11 tháng 10 năm 1990 trong 1 gia đình lao động gốc Hoa tại Thành phố Hồ Chí Minh. Cô bắt đầu làm quen với bộ môn taekwondo từ năm 7 tuổi. Ban đầu, do có nền tảng, đến năm 2009, cô được gọi vào đội tuyển quốc gia tham dự SEA Games 25 tại Lào. Ngay lần đầu tham dự, cô cùng đồng đội đã giành được Huy chương Đồng. Đây là tấm huy chương quốc tế đầu tiên trong sự nghiệp của cô.
Cô gái tốt nghiệp Khoa học thể thao, chuyên ngành Quản lý thể dục thể thao Trường Đại Học Tôn Đức Thắng.

## Sự nghiệp

### Năm 2013
Năm 2013 tại Giải Vô địch quyền Taekwondo thế giới, 3 cô gái Việt Nam đã xuất sắc giành 2 huy chương vàng quyền đồng đội và quyền sáng tạo tại Giải vô địch thế giới tại Indonesia. Nguyễn Thị Lệ Kim, Nguyễn Thị Thu Ngân và Châu Tuyết Vân là 3 nữ võ sỹ đã giành tấm huy chương vàng đầu tiên cho thể thao Việt Nam tại Đại hội Thể thao Đông Nam Á 2013 trong ngày thi đấu ngày (18/12) ở môn Taekwondo. tại SEA Games 27.

### Năm 2014
Năm 2014, Nguyễn Thị Lệ Kim (Tánh Linh, Bình Thuận) nhận Huy chương Vàng ở nội dung quyền đồng đội nữ tiêu chuẩn cùng với Châu Tuyết Vân (Thành phố Hồ Chí Minh) và Nguyễn Thùy Xuân Linh (An Giang) ở Giải Vô địch quyền Taekwondo thế giới. Sau đó, cô tham gia Giải trẻ và Giải vô địch Đông Nam Á, đoạt được 2 huy chương vàng ở nội dung đồng đội nữ U30 và quyền sáng tạo 5 người.

### Năm 2015
Tại kỳ Đại hội Thể thao Đông Nam Á 2015 ở Singapore đã dành Chiếc huy chương vàng Taekwondo đồng đội nữ của bộ ba võ sĩ Châu Tuyết Vân, Nguyễn Thị Lệ Kim và Nguyễn Thùy Xuân Linh.

### Năm 2016
Năm 2016, Tại Giải vô địch Quyền Taekwondo thế giới, ngay trong ngày thi đấu đầu tiên, Việt Nam đã giành được huy chương bạc đồng đội quyền tiêu chuẩn nữ U30 do công của 3 võ sĩ gồm Châu Tuyết Vân, Nguyễn Thị Lệ Kim, Liên Thị Tuyết Mai. Bước sang ngày thi đấu thứ 2, Việt Nam đoạt thêm 2 huy chương bạc và 1 huy chương đồng. Ở nội dung đồng đội quyền sáng tạo trên 17 tuổi của Châu Tuyết Vân, Nguyễn Thị Lệ Kim, Hứa Văn Huy, Nguyễn Thiên Phụng, Lê Thanh Trung giành huy chương bạc.

### Năm 2017
Chỉ trong tháng 8 và Tháng 9 của năm 2017, đội tuyển quyền Taekwondo Việt Nam tham dự liền 3 giải đấu và gặt hái thành công ở tất cả các giải này. Nội dung quyền đồng đội nữ, Nguyễn Thị Lệ Kim cùng Châu Tuyết Vân, Nguyễn Thị Tuyết Mai giành 3 huy chương vàng ở SEA Games 29 và Đại hội Thể thao Trong nhà và Võ thuật châu Á.

### Năm 2018
Năm sau, Tấm huy chương vàng đầu tiên của đoàn Việt Nam tới ở nội dung quyền taekwondo đồng đội nữ dưới 30 tuổi. Ba võ sĩ Ngô Thị Thuỳ Dung, Liên Thị Tuyết và Nguyễn Thị Lệ Kim đã có màn thể hiện tốt để mang về số điểm 8.210. Tại SEA Games 29, Châu Tuyết Vân, Liên Thị Tuyết Mai, Nguyễn Thị Lệ Kim đã bảo vệ thành công tấm huy chương vàng ở nội dung Quyền đồng đội nữ.

### Năm 2019
Hứa Văn Huy và Châu Tuyết Vân giành huy chương bạc tại Đại hội Võ thuật thế giới Chungju 2019.
Trần Hồ Duy - Châu Tuyết Vân - Nguyễn Thị Lệ Kim - Hứa Văn Huy - Nguyễn Ngọc Minh Hy (Taekwondo, quyền sáng tạo đồng đội kết hợp). Giành huy chương vàng tại Đại hội Thể thao Đông Nam Á 2019.

### Năm 2022
Tham gia thực hiện bài quyền có 5 võ sỹ (3 nam gồm: Hứa Văn Huy, Nguyễn Ngọc Minh Hy và Trần Đăng Khoa; 2 nữ là Châu Tuyết Vân, Nguyễn Thị Lệ Kim). Với nhiều động tác kỹ thuật cao như đá xoay, bay người... đạt 7,799 điểm. Giành huy chương vàng tại Đại hội Thể thao Đông Nam Á 2021.

### Năm 2023
Châu Tuyết Vân, Hứa Văn Huy, Lê Ngọc Hân, Nguyễn Thị Y Bình và Trần Đăng Khoa thi đấu ở nội dung quyền đồng đội sáng tạo nam nữ tại giải vô địch taekwondo Mỹ mở rộng - US Open 2023 giành huy chương vàng, Châu Tuyết Vân ở nội dung quyền cá nhân nữ đã giành được huy chương vàng 
Ngày 12 tháng 5 năm 2023 ở chung kết nội dung quyền sáng tạo đồng đội, Nguyễn Ngọc Minh Hy, Nguyễn Thị Mộng Quỳnh, Hứa Văn Huy, Châu Tuyết Vân, Trần Đăng Khoa đã giành huy chương vàng tại SEA Games 32

### Năm 2024
Ngày 15 tháng 5 năm 2024, Châu Tuyết Vân, Liên Thị Tuyết Mai và Nguyễn Thị Lệ Kim giành huy chương vàng tại giải vô địch quyền taekwondo châu Á năm 2024 ở nội dung quyền tiêu chuẩn đồng đội nữ T30.
Châu Tuyết Vân, Nguyễn Thị Lệ Kim và Liên Thị Tuyết Mai đã giành huy chương vàng tại nội dung Quyền tiêu chuẩn đồng đội nữ lứa tuổi vô địch tại Giải vô địch quyền Taekwondo thế giới 2024, diễn ra tại Hong Kong.
Chiều ngày 3 tháng 12 năm 2024, Châu Tuyết Vân đã giành huy chương vàng thứ hai tại Giải vô địch quyền taekwondo thế giới 2024 diễn ra ở Hong Kong. Cũng trong năm này, cô là một trong ba mươi thành viên tham gia mùa thứ hai của chương trình Chị đẹp đạp gió rẽ sóng.

## Chương trình truyền hình đã tham gia
| Năm  | Chương trình                    | Vai trò    |
| ---- | ------------------------------- | ---------- |
| 2024 | Chị đẹp đạp gió rẽ sóng (mùa 2) | Người chơi |

## Thành tích nổi bật

### Thể thao
| Năm  | Giải đấu                                           | Nơi diễn ra | Thành tích        | Nguồn  |
| ---- | -------------------------------------------------- | ----------- | ----------------- | ------ |
| 2010 | Giải vô địch quyền Taekwondo thế giới              | Tashkent    | Huy chương vàng   | [ 23 ] |
| 2011 | Giải vô địch quyền Taekwondo thế giới              | Nga         | 2 Huy chương vàng | [ 24 ] |
| 2011 | SEA Games 26                                       | Indonesia   | Huy chương bạc    | [ 25 ] |
| 2012 | Giải Vô địch Taekwondo châu Á                      | Hàn Quốc    | Huy chương vàng   | [ 26 ] |
| 2012 | Giải taekwondo quân sự thế giới                    | Việt Nam    | Huy chương vàng   | [ 27 ] |
| 2012 | Giải Taekwondo vô địch sinh viên châu Á            | Việt Nam    | 2 Huy chương vàng | [ 28 ] |
| 2013 | Giải Vô địch quyền Taekwondo thế giới              | Indonesia   | 2 Huy chương vàng | [ 7 ]  |
| 2013 | SEA Games 27                                       | Myanmar     | Huy chương vàng   | [ 29 ] |
| 2014 | Giải Vô địch quyền Taekwondo thế giới              | Việt Nam    | Huy chương vàng   | [ 30 ] |
| 2015 | SEA Games 28                                       | Singapore   | Huy chương vàng   | [ 11 ] |
| 2017 | SEA Games 29                                       | Malaysia    | Huy chương vàng   | [ 13 ] |
| 2017 | Đại hội thể thao trong nhà và Võ thuật châu Á 2017 | Nhật Bản    | Huy chương vàng   | [ 31 ] |
| 2019 | SEA Games 30                                       | Philippines | Huy chương vàng   | [ 15 ] |
| 2019 | Đại hội Võ thuật thế giới Chungju 2019             | Hàn Quốc    | Huy chương bạc    | [ 16 ] |
| 2021 | Giải vô địch các CLB Taekwondo toàn quốc           | Việt Nam    | 2 Huy chương vàng | [ 32 ] |
| 2022 | SEA Games 31                                       | Việt Nam    | Huy chương vàng   | [ 33 ] |
| 2023 | Giải vô địch taekwondo Mỹ mở rộng                  | Mỹ          | 2 Huy chương vàng | [ 19 ] |
| 2023 | SEA Games 32                                       | Campuchia   | Huy chương vàng   | [ 34 ] |
| 2024 | Giải Vô địch Taekwondo châu Á                      | Việt Nam    | Huy chương vàng   | [ 20 ] |
| 2024 | Giải vô địch quyền Taekwondo thế giới              | Hong Kong   | 2 Huy chương vàng | [ 22 ] |

## Thành tích
- Bằng khen Thủ tướng Chính phủ (năm 2013, 2014, 2015, 2017)[1]
- Huân chương Lao động hạng Ba (năm 2008)[1]
- Bằng khen của Bộ Văn hóa Thể thao, Bằng khen Ủy ban nhân dân Thành phố Hồ Chí Minh.[35]
- Công dân trẻ tiêu biểu Thành phố Hồ Chí Minh năm 2013.[36]
- Huân chương Lao động hạng Ba (năm 2023)[37]
- Huân chương Lao động hạng Nhất (năm 2025)[38]

## Gia đình
Hai người em gái của cô là Châu Ngọc Giàu ban đầu cũng tập Taekwondo nhưng không trọn hành trình, giờ đây đang làm nhân viên văn phòng Liên đoàn Taekwondo thành phố Hồ Chí Minh, phụ trách khâu hình ảnh, truyền thông hoạt động tập luyện, thi đấu của các tuyển. Em gái út tên Châu Ngọc Tuyết Sang, sinh năm 2005, hiện đang giữ huyền đai tam đẳng, được đánh giá tiềm năng kế vị danh hiệu "hot girl làng võ" của chị mình.

## Ứng cử đại biểu HĐND thành phố Hồ Chí Minh
Vận động viên Taekwondo Châu Tuyết Vân ứng cử đại biểu hội đồng nhân dân thành phố Hồ Chí Minh nhiệm kỳ 2021-2026.

## Giảng viên Đại học
Thông tin từ Trường Đại học Hoa Sen, Châu Tuyết Vân ký hợp đồng giảng dạy với trường với vai trò là giảng viên phụ trách môn Taekwondo.